# Lill-Abborrtjärnen (Arvidsjaurs socken, Lappland, 726258-166915)
Lill-Abborrtjärnen är en sjö i Arvidsjaurs kommun i Lappland och ingår i Byskeälvens huvudavrinningsområde. Sjön har en area på 0,074 kvadratkilometer och ligger 363,7 meter över havet.

## Delavrinningsområde
Lill-Abborrtjärnen ingår i det delavrinningsområde (726264-167096) som SMHI kallar för Mynnar i Bäverån. Medelhöjden är 355 meter över havet och ytan är 13,23 kvadratkilometer. Räknas de 2 avrinningsområdena uppströms in blir den ackumulerade arean 42,37 kvadratkilometer. Saltbäcken som avvattnar avrinningsområdet har biflödesordning 3, vilket innebär att vattnet flödar genom totalt 3 vattendrag innan det når havet efter 124 kilometer. Avrinningsområdet består mestadels av skog (39 procent) och sankmarker (41 procent). Avrinningsområdet har 0,45 kvadratkilometer vattenytor vilket ger det en sjöprocent på 3,4 procent.